# Green Card

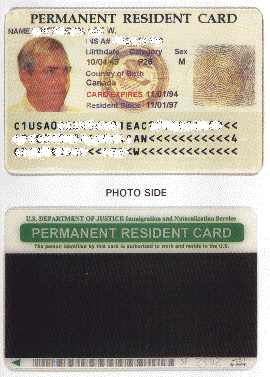
Een Green Card

Een Green Card (officieel: United States Permanent Resident Card) is de verblijfsvergunning voor onbepaalde tijd voor de Verenigde Staten.
In de jaren 1920 werd de immigratie beperkt en kwamen er immigratiequota, gebaseerd op de afkomst van de immigranten. Chinezen waren al aan het eind van de 19e eeuw grotendeels uitgesloten van legale immigratie naar de VS, en hun werd dat nu vrijwel helemaal onmogelijk gemaakt. Er gingen beperkingen gelden voor immigranten uit zuidelijk en oostelijk Europa, met name Slaven, Joden en Italianen.
In de jaren 1960 werd het systeem herzien. Immigratie werd nu niet meer direct beperkt op grond van de afkomst van de immigrant. Dit nieuwe systeem was vooral gericht op balans in de arbeidsmarkt: wie kennis of vaardigheden bezat waar veel vraag naar was, kon veel makkelijker een verblijfsvergunning krijgen. Andere manieren om een tijdelijke of permanente verblijfsvergunning te verkrijgen waren onder meer het al hebben van familieleden in de VS (waaronder gezinshereniging) en het aanvragen van politiek asiel.
Daarnaast werd er een systeem ontworpen waarbij men in een loterij een Green Card kan verkrijgen. Deze loterij staat open voor mensen uit landen waarvan in de voorgaande vijf jaar minder dan 50.000 immigranten werden geteld, en die een middelbareschooldiploma of ten minste twee jaar professionele werkervaring hebben. De 50.000 beschikbare Green Cards worden jaarlijks verloot onder circa zes miljoen gegadigden.